# Estetiska lärprocesser
Estetiska lärprocesser är i Sverige ett tvetydigt begrepp med flera definitioner . Fokus ligger dock framför allt på det gemensamma mellan estetik och lärande där estetiska lärprocesser exempelvis kan vara ett arbetssätt för att, inom alla ämnen, nå kunskap .   
Estetiska lärprocesser är en del av en social praktik där man avser ett möte via ett medium (en form, en gestaltning, ett konstverk, en framställning, en berättelse) mellan ens egna personliga upplevelser, erfarenheter och kunskaper med andras förståelse av liknande sammanhang. Ifall det sker en förändring av tankar, föreställningar och handlingar så är det en estetisk lärprocess . Lärprocesser i sig beskrivs många gånger i termer av interaktion mellan ämnen . I pedagogisk och didaktisk litteratur beskrivs estetiska lärprocesser ofta som en metod för att nå kunskap i övriga skolämnen. På så vis kan begreppet definieras som ett samlingsbegrepp för de medier, exempelvis dans, musik, drama, bild och så vidare, som används som redskap i undervisning inom andra ämnen än de estetiska .  

## Estetiska lärprocesser i förskolans och skolans styrdokument
Estetiska lärprocesser präglas av aktiva aktörer som "äger" processen samt att processen i sig är av värde. Eleven är här en medskapare snarare än ett oskrivet blad och lärarens roll är att iscensätta kunskapssituationer och agera handledare genom processen, snarare än att förmedla kunskapen . I estetiska lärprocesser står själva handlingen, det vill säga det estetiska uttrycket (exempelvis dans, drama, bild, musik, digitala verktyg med mera), i centrum för att ge kunskap och förståelse om det teoretiska ämnet . I och med att förskolan fick en ny läroplan 2010 där språk, naturvetenskap och matematik fick stort fokus, fick de estetiska uttrycksformerna en större roll i arbetet för att ge kunskap och förståelse i dessa teoretiska ämnen. "Den estetiska lärprocessen handlar i huvudsak inte enbart om vad man lär sig, utan i hög grad om hur detta lärande sker" .
I förskolans läroplan Lpfö 98 reviderad 2016 står att arbetslaget ska: "ge barn möjlighet att utveckla sin förmåga att kommunicera, dokumentera och förmedla upplevelser, erfarenheter, idéer och tankegångar med hjälp av ord, konkret material och bild samt estetiska och andra uttrycksformer" 
I skolans läroplan Lgr 11 reviderad 2016 får de estetiska uttrycksformerna större plats än i förskolans läroplan. Likväl återfinns syftet att använda estetiska uttrycksformer för att skapa kunskap och förståelse i andra ämnen än de estetiska. "Undervisningen ska också ge eleverna möjlighet att skapa och uttrycka sig genom olika estetiska uttrycksformer. På så sätt ska undervisningen ge eleverna förutsättningar att kunna tänka, lära och kommunicera i olika sammanhang och för skilda syften" 